# 3.ª edición de los Premios Óscar
La 3.ª edición de los Premios Óscar se celebró el 5 de noviembre de 1930 en el The Ambassador Hotel de Los Ángeles, California y fue conducida por Conrad Nagel. Las películas seleccionables para esta edición debían haberse estrenado en Los Ángeles entre el 1 de agosto de 1929 y el 31 de julio de 1930.
Sin novedad en el frente fue la primera película en ganar los premios a la mejor película y al mejor director, algo que se volvería habitual en los años posteriores. Lewis Milestone se convirtió en la primera persona en ganar dos Óscars, tras haber ganado el premio al mejor director en el apartado de comedia en la 1.ª ceremonia de los Premios Óscar.
El desfile del amor consiguió 6 nominaciones, el mayor número logrado hasta la fecha. Sin embargo, no ganó en ninguna categoría.
La categoría de mejor sonido fue creada este año, siendo la primera categoría creada desde el comienzo de los premios. El ganador fue Douglas Shearer, hermano de la actriz ganadora del Premio de la Academia Norma Shearer, siendo así los primeros hermanos ganadores del Óscar en la historia de los premios.

## Ganadores y nominados[1]
Notas:

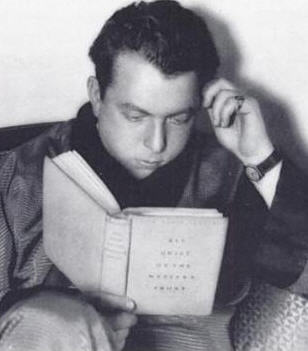
Lewis Milestone ganó el Óscar al mejor director por Sin novedad en el frente.

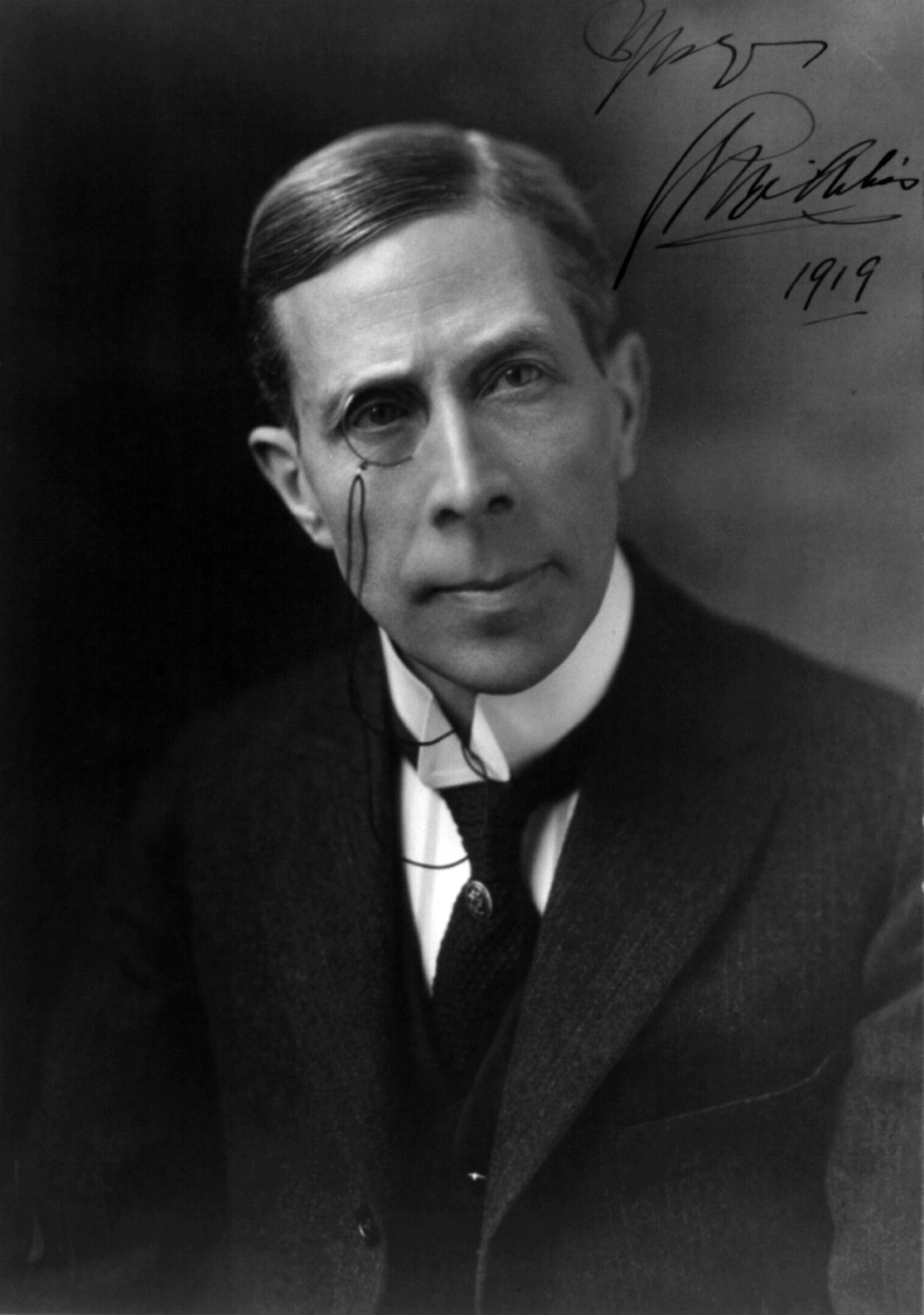
George Arliss ganó el Óscar al mejor actor por Disraeli.

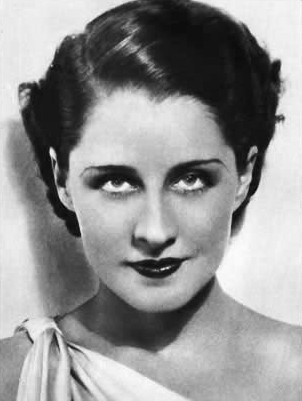
Norma Shearer fue la ganadora del Óscar a la mejor actriz por La divorciada.

1. Los ganadores están listados primero y destacados en negritas. ⭐
2. El título en español se encuentra entre paréntesis.

| Producción sobresaliente - All Quiet in the Western Front (Sin novedad en el frente) — Universal Studios ⭐ - The Big House (El presidio) — Irving Thalberg para Metro-Goldwyn-Mayer - Disraeli — Warner Bros. - The Divorcee (La divorciada) — Metro-Goldwyn-Mayer - The Love Parade (El desfile del amor) — Paramount Pictures | Mejor dirección - Lewis Milestone - All Quiet on the Western Front (Sin novedad en el frente)⭐ - Clarence Brown – Anna Christie - Robert Z. Leonard – The Divorcee (La divorciada) - King Vidor – Hallelujah (Aleluya) - Ernst Lubitsch – The Love Parade (El desfile del amor) - Clarence Brown – Romance |
| Mejor actor George Arliss – Disraeli como Benjamin Disraeli⭐ - George Arliss – The Green Goddess (La diosa verde) como The Raja - Wallace Beery – The Big House (El presidio) como Butch - Maurice Chevalier – The Big Pond (El gran charco) como Pierre Mirande y The Love Parade (El desfile del amor) como el conde Alfred Renard - Ronald Colman – Bulldog Drummond (El capitán Drummond) como Hugh Drummond y Condemned (Condenado) como Michel - Lawrence Tibbett – The Rogue Song (La canción del vagabundo) como Yegor | Mejor actriz Presentado por: Conrad Nagel - Norma Shearer – The Divorcee (La divorciada) como Jerry Martin⭐ - Nancy Carroll – The Devil's Holiday como Hallie Hobart - Ruth Chatterton – Sarah and Son como Sarah Storm - Greta Garbo – Anna Christie como Anna Christie y Romance como RIta Cavallini - Norma Shearer – Their Own Desire (Caprichos) como Lucia 'Lally' Marlett - Gloria Swanson – The Trespasser (La intrusa) como Marion Donnell |
| Mejor escrito Presentado por: Jack Cunningham - The Big House (El presidio) – Frances Marion⭐ - All Quiet on the Western Front (Sin novedad en el frente) – George Abbott, Maxwell Anderson y Del Andrews basado en la novela de Erich Maria Remarque - Disraeli – Julian Josephson; a partir de la obra de Louis N. Parker - The Divorcee (La divorciada) – John Meehan; basado en la novela Ex-Wife de Ursula Parrott - Street of Chance (Los pequeros) – Howard Estabrook; a partir de una historia de Oliver H. P. Garrett | Mejor sonido - The Big House (El presidio) – Douglas Shearer⭐ - The Case of Sergeant Grischa (El sargento Grischa) – John E. Tribby - The Love Parade (El desfile del amor) – Franklin Hansen - Raffles – Oscar Lagerstrom - Song of the Flame – George Groves |
| Mejor dirección de arte - The King of jazz (El rey del jazz) – Herman Rosse⭐ - Bulldog Drummond (El capitán Drummond) – William Cameron Menzies - The Love Parade (El desfile del amor) – Hans Dreier - Sally – Jack Okey - The Vagabond King (El rey vagabundo) – Hans Dreier | Mejor fotografía - With Byrd at the South Pole (Los Byrd en el polo sur) – Joseph T. Rucker y Willard Van der Veer⭐ - All Quiet on the Western Front (Sin novedad en el frente) – Arthur Edeson - Anna Christie – William H. Daniels - Hell's Angels (Los ángeles del infierno) – Gaetano Gaudio y Harry Perry - The Love Parade (El desfile del amor) – Victor Milner                                                                              |

## Premios y nominaciones múltiples
| Película                       | Nominaciones | Premios |
| ------------------------------ | ------------ | ------- |
| All Quiet on the Western Front | 4            | 2       |
| The Big House                  | 4            | 2       |
| The Divorcee                   | 4            | 1       |
| Disraeli                       | 3            | 1       |
| The King of Jazz               | 1            | 1       |
| With Byrd at the South Pole    | 1            | 1       |
| The Love Parade                | 6            | 0       |
| Anna Christie                  | 3            | 0       |
| Bulldog Drummond               | 2            | 0       |
| Romance                        | 2            | 0       |